# C18H34
化学式C18H34（摩尔质量：250.46 g/mol）可能指：
- 十八炔
  - 1-十八炔，CAS号：629-89-0 
  - 5-十八炔，CAS号：71899-42-8 
  - 7-十八炔，CAS号：64183-49-9 
  - 9-十八炔，CAS号：35365-59-4
- 1,6-二环己基己烷，CAS号：1610-23-7
- 2-甲基-2,4-二环己基戊烷，CAS号：38970-72-8
- 2,3-二甲基-2,3-二环己基丁烷，CAS号：5171-88-0

|  | 这个同类索引页列出了具有相同分子式的化学物（即同分異構體）条目。 除非您是有意链接至本页，否则应将相应条目的内部链接指向正确的条目。 |